# 霍赫貢德峰

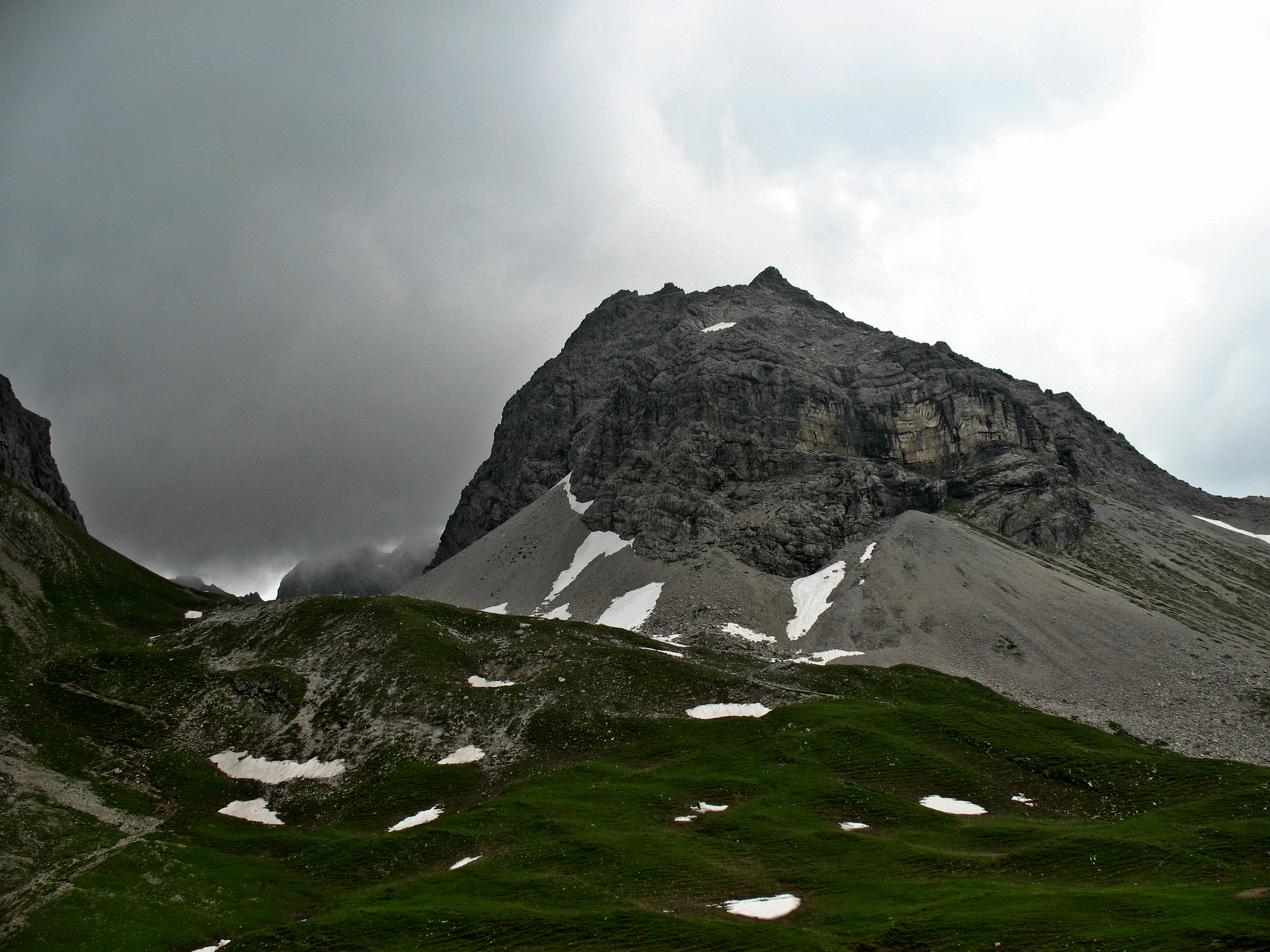

47°17′4″N 10°15′45″E / 47.28444°N 10.26250°E
霍赫貢德峰（德語：Hochgundspitze），是中歐的山峰，位於奧地利和德國接壤的邊境，屬於阿爾高阿爾卑斯山脈的一部分，距離羅特貢德峰0.5公里，海拔高度2,460米。